# Telchinia obeira
Telchinia obeira is een vlinder uit de familie van de Nymphalidae. De wetenschappelijke naam van de soort is voor het eerst gepubliceerd in 1863 door William Chapman Hewitson.
De soort komt voor in Madagaskar.